# Équipe du Monténégro masculine de handball au Championnat d'Europe 2016
Cet article relate le parcours de l'Équipe du Monténégro masculine de handball lors du Championnat d'Europe 2016 organisé en Pologne du 15 janvier au 31 janvier 2016. Il s'agit de la 3e participation du Monténégro aux Championnats d'Europe.

## Présentation

### Qualification
Troisième du Groupe 4, le Monténégro obtient sa qualification en tant que meilleur troisième de l’ensemble des groupes de qualification.
|   | Équipe     | Pts | J | G | N | P | Bp  | Bc  | Diff |  | Résultats (dom.\ext.) |       |       |       |       |
| - | ---------- | --- | - | - | - | - | --- | --- | ---- |  | --------------------- | ----- | ----- | ----- | ----- |
| 1 | Islande    | 9   | 6 | 4 | 1 | 1 | 191 | 137 | 54   |  | Islande               |       | 38-22 | 34-22 | 36-19 |
| 2 | Serbie     | 8   | 6 | 3 | 2 | 1 | 153 | 152 | 1    |  | Serbie                | 25-25 |       | 25-21 | 32-23 |
| 3 | Monténégro | 7   | 6 | 3 | 1 | 2 | 146 | 152 | -6   |  | Monténégro            | 25-24 | 23-23 |       | 33-27 |
| 4 | Israël     | 0   | 6 | 0 | 0 | 6 | 134 | 183 | -49  |  | Israël                | 24-34 | 22-26 | 19-22 |       |

### Maillots
L'équipe du Monténégro porte pendant l'Euro 2016 un maillot confectionné par l'équipementier Nike.
| Couleurs | Rouge, blanc et noir |
| Marque   | Hummel               |
| Domicile | Extérieur            |

### Matchs de préparation
Le Monténégro a perdu ses 2 matchs de préparation face à la Macédoine :
| Équipe 1  | Résultat | Équipe 2   |
| --------- | -------- | ---------- |
| Macédoine | 35-28    | Monténégro |
| Macédoine | 29-26    | Monténégro |

## Résultats
Le Monténégro termine dernier de son groupe du tour préliminaire et est éliminé.
|   | Équipe     | Pts | J | G | N | P | Bp | Bc | Diff |   |
| - | ---------- | --- | - | - | - | - | -- | -- | ---- | - |
| 1 | Danemark   | 6   | 3 | 3 | 0 | 0 | 91 | 75 | 16   | 0 |
| 2 | Russie     | 4   | 3 | 2 | 0 | 1 | 80 | 78 | 2    | 0 |
| 3 | Hongrie    | 2   | 3 | 1 | 0 | 2 | 80 | 84 | -4   | 0 |
| 4 | Monténégro | 0   | 3 | 0 | 0 | 3 | 76 | 90 | -14  | 0 |

| 16.01.2016 - 18h00 | Hongrie    | 32 | 27 | Monténégro |
| 18.01.2016 - 20h15 | Monténégro | 28 | 30 | Danemark   |
| 20.01.2016 - 17h15 | Russie     | 28 | 21 | Monténégro |

| 16 janvier 2016 18h00 | Hongrie   | 32-27   | Monténégro | Ergo Arena, Gdańsk / Sopot Affluence : 6 864 Arbitrage : Gousko, Repkin |
| 16 janvier 2016 18h00 | Bánhidi 7 | (16-12) | Borozan 7  | Ergo Arena, Gdańsk / Sopot Affluence : 6 864 Arbitrage : Gousko, Repkin |
| 16 janvier 2016 18h00 | ×3 ×5     | Rapport | ×2 ×4      | Ergo Arena, Gdańsk / Sopot Affluence : 6 864 Arbitrage : Gousko, Repkin |

| 18 janvier 2016 20h15 | Monténégro | 28-30   | Danemark | Ergo Arena, Gdańsk / Sopot Affluence : 6 980 Arbitrage : Santos, Fonseca |
| 18 janvier 2016 20h15 | Grbović 7  | (16-14) | Eggert 6 | Ergo Arena, Gdańsk / Sopot Affluence : 6 980 Arbitrage : Santos, Fonseca |
| 18 janvier 2016 20h15 | ×2 ×3      | Rapport | ×3       | Ergo Arena, Gdańsk / Sopot Affluence : 6 980 Arbitrage : Santos, Fonseca |

| 20 janvier 2016 17h15 | Russie              | 28-21   | Monténégro            | Ergo Arena, Gdańsk / Sopot Affluence : 5 930 Arbitrage : Stoļarovs, Līcis |
| 20 janvier 2016 17h15 | Gorbok, Chelmenko 5 | (14-9)  | Ševaljević, Vujović 4 | Ergo Arena, Gdańsk / Sopot Affluence : 5 930 Arbitrage : Stoļarovs, Līcis |
| 20 janvier 2016 17h15 | ×2 ×3               | Rapport | ×3 ×5                 | Ergo Arena, Gdańsk / Sopot Affluence : 5 930 Arbitrage : Stoļarovs, Līcis |

## Statistiques et récompenses
Aucun joueur monténégrin n'est nommé dans l'équipe-type de la compétition ou n'apparait parmi les 10 meilleurs buteurs ou les 10 meilleurs gardiens de but.